# 万泉河 (北京)
39°59′08″N 116°17′39″E / 39.985513°N 116.294279°E

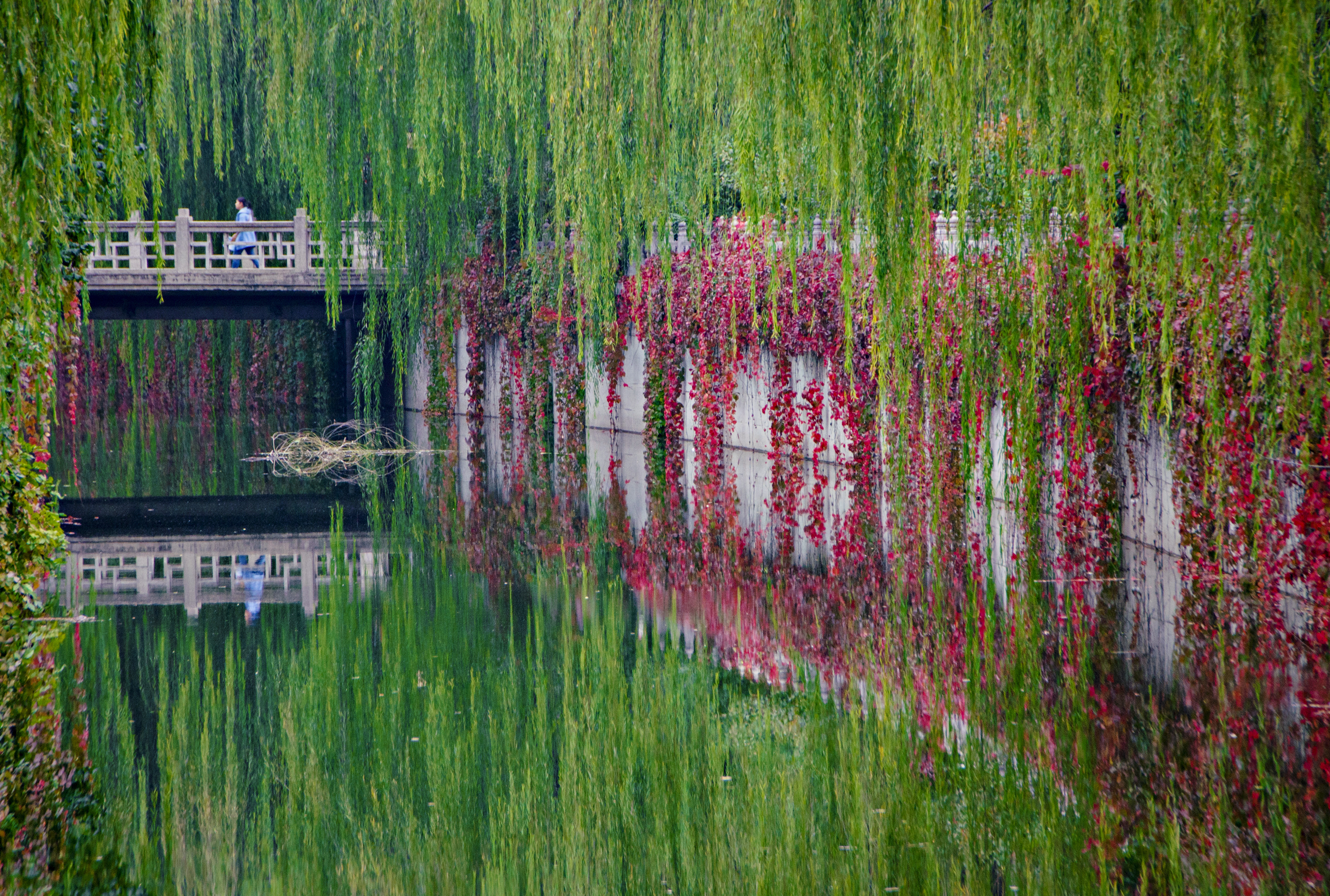
清華校內万泉河

万泉河是北京的一条河流，也被称为「清华校河」，属温榆河水系，为清河的支流:281。全长10.5公里，河面面积26平方公里，流量67立方米／秒。

## 词源
万泉河的名称并非自古有之，而是相对较晚形成的。历史上，该河流因流经不同区域而有不同称谓。例如，流经巴沟村一带时被称为“巴沟水”；而在海淀镇附近，明代文献中则有“嵝岣河”的记载。
“万泉河”之名与“万泉庄”有关。万泉庄位于今中国人民大学西门附近，因泉眼众多、水源丰沛而得名“万泉”。清代，泉宗庙（位于今人民大学校内，乾隆帝敕建）一带的泉水群是万泉河上游东路的主要源头之一。随着城市发展，20世纪90年代初，因过度开采地下水，泉水枯竭，万泉庄的自然地貌景观逐渐消失，但“万泉河”作为这条河流的通用名称固定下来。

## 变迁史

### 史前
一万年前，古永定河从石景山出山后并非直接向南，而是走古清河河道流向东北，经今海淀、圆明园，沿清河汇入温榆河。约5000年前，永定河向南摆动，在海淀一带留下一条宽阔的河谷地。3000年前，河谷低地的水源汇成万泉河，沿海淀台地西缘向北流淌，又汇入清河。

### 金元
金前，玉泉山泉水在瓮山泊汇集后，东流入海淀镇一带的低地，与万泉庄的泉水汇合，形成万泉河的主要水源。金元时期，修筑堤坝，引玉泉山水南流，形成了海淀的玉泉山水系和万泉河水系。沿万泉河分布着许多古老的村落，如万泉庄、巴沟村、海淀镇、挂甲屯（清初称华家屯）、成府村等，这些聚落因水而兴，形成了富有特色的海淀地域文化。沿河的古村落、古桥（如沙子桥、漏斗桥）以及水利设施（如水磨闸、清华园内的小型水电站）等，都是研究北京地方历史和水利史的重要遗存。

### 清代
清代，万泉河成为“三山五园”等皇家园林最重要的水源之一。康熙年间修建畅春园，其水源即引自万泉河:282。乾隆时期，为满足园林用水及周边稻田（京西稻）灌溉的需求，对万泉河水系进行了大规模疏浚和整理。乾隆帝在万泉庄地区敕建泉宗庙，并疏浚、命名了周边31处泉眼。万泉河水通过复杂的水道体系，为畅春园、圆明园、熙春园（后分为近春园和清华园）等园林供水，并形成各园林内部的湖泊水景。清华大学内的北支河即为康熙四十五年（1706年）前后为熙春园（后赐予皇三子胤祉）供水而开挖。

### 乾隆与京西稻
万泉十里水云乡，兰若闲寻趁晓凉。两岸绿杨蝉嘈喵，轻舟满领稻风香。
乾隆二十九年（1764年），皇帝敕令疏浚海淀万泉庄水系，这片发源于万泉庄西南、横贯巴沟低地的古老水系，因地势东南高、西北低，天然形成八沟低地。《帝京景物略》曾描绘此地"平地出泉，滮滮四出"的盛景，二十八处泉眼与长河来水交织成网，却因排水不畅长期淤积为沼泽湖泊。经人工开渠导流，万泉河水系自海淀北折入清河，将昔日水乡泽国化作阡陌纵横的稻田，为京西稻的规模化种植奠定了水利根基。
玉泉山静明园作为京西稻发源地，经乾隆时期系统治理，形成"沿河皆水田"的盛况。自垂虹桥以西，十五顷有余的养水湖稻浪翻滚，青龙桥至功德寺一带"稻畦千顷"，秋熟时节恍若江南。昆明湖畔更因引泉辟田之法，将废弃荒地变为连畦稻田，乾隆帝常临此观稼穑，写下"十里稻畦秋早熟，分明画里小江南"的诗句，北国水乡"水乡稻熟时，始得有肥蟹"的丰饶跃然眼前。

### 水源与河道
万泉河总体沿海淀台地西缘向北流淌，先后流经北京大学校园、圆明园、清华大学校园，然后向北穿过京包铁路，最终在海淀区东北部、清河镇南侧的大石桥附近（北五环箭亭桥）汇入清河。万泉河还承担过周边区域的雨水外排功能，曾有成府旱河、东区旱河、五道口旱河等季节性支流汇入，后多因城市建设改为暗渠或填埋。据马吉明记述，其全长约9公里。
历史上，万泉河以泉水补给为主，水质清澈。20世纪50年代末，万泉庄和巴沟村附近的泉眼基本断流。河流水源主要依赖上游单位排放的工业和生活污水，水质严重恶化，曾一度鱼虾绝迹，臭气熏天。同时，由于河道淤积和排水不畅，万泉河流域曾多次发生洪涝灾害，如1939年、1959年和1963年的大水曾淹没清华校园大片区域。
80年代，为解决防洪和水污染问题，北京市政府对万泉河进行了大规模治理。河道土岸被裁弯取直，许多自然河岸被改造为混凝土矩形渠道，以提高行洪能力，但这也直接摧毁了河流生态。此后，万泉河（清华段）的水源主要依靠京密引水渠补给，但仍有严重的污染问题。2000年起一度断流。2016年4月中旬，清河再生水厂开始向万泉河供水。

### 清华大学校园内河段
万泉河流经清华大学校园，其校园内的河段成为师生重要的休憩、游览和文化活动场所，俞平伯、余冠英等学者都曾撰文描绘校河风光。在清华大学，河流分为南支河和北支河。21世纪初，随着生态保护意识的增强，万泉河（清华段）开始进行生态修复和景观提升。

#### 南支河
曾为万泉河在清华园内的古河道，长约1.1公里。此段河道流经清华大学的标志性建筑二校门，部分河段后因校园建设改为暗涵。1954年，在南支河上，靠近今泥沙馆与新水利馆之间，曾建成一座小型水力枢纽（校园内俗称“水电站”），装机容量7千瓦，既作为教学示范，也承担了丰满水电站、新安江水电站等大型水利工程的模型试验任务。该枢纽由时任水利系青年教师自行设计，曾接待过包括时任国家主席刘少奇在内的多位国家领导人参观。

#### 北支河
原为清代康熙年间为营造熙春园（清华园的前身之一）而开挖的人工引水河道，长约2.5公里。20世纪初，随着清华学堂（清华大学前身）的建立和发展，校园内的万泉河水系也经历了改造。例如，为修建大礼堂，调整了水木清华池塘的出水口河道；修建图书馆时，填平了北支河上的小湖“曲沼”。在20世纪80年代万泉河大规模治理后，此段成为万泉河在清华园内的主河道。